# Repatriação de ciganos pelo governo francês em 2010
A repatriação de ciganos pelo governo francês em 2010 teve início em fins de julho de 2010, quando o presidente francês, Nicolas Sarkozy, decidiu, após incidentes envolvendo membros da comunidade cigana, promover o retorno em massa dos roma à Romênia e Bulgária,  o que suscitou uma grande polêmica.
A repatriação está ligada a uma política do governo francês de remoção de acampamentos ilegais. Embora os cidadãos búlgaros e romenos tenham o direito de entrar na França sem visto -  já que seus países de origem fazem parte da União Europeia - as regras de imigração francesas obrigam os estrangeiros a obter uma permissão de trabalho ou uma autorização de permanência (permis de séjour), caso desejem permanecer em território francês por mais de três meses.  Com base nessas regras, pelo menos 51 acampamentos ciganos foram evacuados, desde julho de 2010, e a França repatriou pelo menos 1230 roma da Europa Oriental.
Tal política suscitou controvérsia dentro da União Europeia. A Comissária Europeia para a Justiça, a Liberdade e a Segurança, Viviane Reding, declarou, durante uma conferência da  Comissão Europeia, em 29 de setembro, que tomaria medidas legais contra o governo francês, a respeito das deportações.  Foi dado à França um prazo até 15 de outubro para modificar sua legislação e adequá-la à legislação europeia de 2004, sobre a liberdade de circulação dos cidadãos europeus. O governo francês formalizou, então, o seu compromisso no sentido de modificar a lei sobre imigração, a ser examinada pelo Senado até janeiro de 2011.  Viviane Reding considerou que essas garantias são suficientes, embora ela pretenda prosseguir sua investigação das suspeitas de práticas discriminatórias contra o povo rom, quando das deportações realizadas em agosto.
A França desmantelou centenas de acampamentos ilegais de ciganos e expulsou, desde o início do ano, mais de 8 mil cidadãos romenos e búlgaros.

## Desenvolvimento
A França tem adotado uma política de confinamento e deportação de ciganos oriundos do Leste Europeu, sendo que, ultimamente, tais ações foram intensificadas. Uma circular do Ministério do Interior da França, divulgada em 5 de agosto de 2010, solicita que os prefeitos providenciem, no prazo de três meses,  a evacuação de 300 acampamentos ou assentamentos ilícitos, com prioridade para aqueles habitados pelos roma, e de desmantelar sistematicamente esses acampamentos . Segundo alguns especialistas, essa circular contraria os princípios de não discriminação, de livre circulação das pessoas, bem como o seu direito de permanência garantido pelos tratados europeus e detalhados pela diretiva 38/2004. Possivelmente a circular seria contrária à Convenção Europeia dos Direitos Humanos, que proíbe discriminações baseadas em nacionalidade, raça ou etnia. .
Nos últimos meses, mais de 100 acampamentos irregulares foram desmantelados e mais de 1000 roma foram deportados, a maior parte deles para a Romênia e Bulgária.  Essa política tem despertado uma onda de críticas por parte das Nações Unidas e da Igreja Católica. Vários membros do Parlamento Europeu acusam o presidente francês de preconceito contra os roma como grupo étnico, ignorando garantias essenciais de Direitos Humanos vigentes na Europa. De fato, os roma são alvo de ampla discriminação no tocante a habitação, empregos e educação por toda a Europa. Mas, como cidadãos da União Europeia, têm o direito de viajar para a França, mas precisam de documentos, se quiserem trabalhar ou viver lá por períodos maiores. O Ministro da Imigração, da Integração, da Identidade Nacional e do Desenvolvimento Solidário da França, Éric Besson, desqualificou a resolução do Parlamento Europeu  e disse que a prática deve continuar:
| “ | A França continuará a repatriar estrangeiros ilegais - aqueles que não têm documentos de residência. Isto quer dizer que serão mandados de volta para a Romênia, que é uma democracia da União Europeia, apesar de [a Romênia] ter problemas econômicos. | ” |

Em Bucareste, onde participou de conversações com autoridades romenas sobre a questão, o ministro Besson insistiu que não há expulsões coletivas ou perseguição aos roma por parte do governo francês. Eles apenas são confinados e concentrados para serem todos embarcados em aviões, de volta ao país de origem. Outras autoridades francesas também haviam dito anteriormente que os roma estavam sendo tratados como cidadãos de países membros da União Europeia - Romênia e Bulgária - e não como grupo étnico. Os parlamentares europeus manifestaram-se profundamente preocupados, sobretudo com a retórica inflamada e abertamente difamatória que tem caracterizado o discurso político: Sarkozy ligou os roma ao crime, qualificando seus acampamentos de antros de prostituição e exploração infantil, e afirmou que os assentamentos ilegais seriam "sistematicamente evacuados". 

## Repercussão
Em 22 de agosto, o Papa Bento XVI exortou os peregrinos a "acolher  as legítimas diversidades humanas ", o que foi interpretado como uma crítica à ação das autoridades francesas contra os roma. 
A 27 de agosto, o Comitê para a Eliminação da Discriminação Racial (CERD) da  ONU pediu à França que garanta o acesso dos roma à educação, à saúde, à habitação e infraestruturas temporárias, em respeito ao princípio da igualdade, além de indagar o motivo pelo qual a França não fez cumprir a  Lei Besson (de Louis Besson), promulgada há dez anos e que determina a reserva de áreas específicas para os ciganos.. O custo anual do repatriamento dos roma  é orçado em 200 e 250 milhões de euros, segundo o Senado da França. 
Em 9 de setembro, o Parlamento Europeu resolveu que a França deve suspender imediatamente a expulsão de imigrantes roma do seu território. Os deputados europeus também alegam que a coleta de impressões digitais dos roma expulsos é ilegal e contrária à Carta dos Direitos Fundamentais da União Europeia · .
A resolução do Parlamento foi aprovada por 337 legisladores reunidos em Estrasburgo, França, com 245 votos contrários e 51 abstenções. Segundo o parlamentar do Partido Trabalhista britânico Claude Moraes, de origem goense, "trata-se de uma extraordinária condenação do Presidente Sarkozy e do seu governo.  É raríssimo que o Parlamento Europeu critique um estado-membro desta forma, isolando um membro fundador da União Europeia", observou. A votação colocou socialistas, verdes e liberais do mesmo lado, formando-se uma coligação contra o Partido Popular Europeu, que inclui o partido União por um Movimento Popular, de Sarkozy. 
A atitude do governo francês foi comparada à dos nazistas, ao forçar a deportação de ciganos. Viviane Reding, comissária europeia para a Justiça, os Direitos Fundamentais e a Cidadania, considerou as perseguições contra o povo rom como uma 'desgraça'. No dia 14 de setembro, Reding anunciou sua "intenção de abrir dois processos de infração contra a política adotada pela França em relação aos roma.."Esta é uma situação que eu não imaginei que a Europa voltasse a testemunhar, depois da Segunda Guerra Mundial", declarou Reding, referindo-se à colaboração da França com a Alemanha nazista no holocausto dos 'indesejáveis'.
Segundo o antropólogo José Pereira Bastos, professor da Universidade Nova de Lisboa e anfitrião do encontro Ciganos no século XXI, realizado em Lisboa, em setembro de 2010, com a presença das principais organizações de defesa das comunidades ciganas de 22 países, "enquanto o racismo na América voltou-se contra os antigos escravos africanos e indígenas, o racismo europeu sempre focou em seus antigos escravos ciganos. A atual perseguição na França e Itália confirma este fenômeno". Bastos considera as ações do governo francês semelhantes àquelas que o governo italiano promove desde 2008, com a diferença de que Berlusconi assumiu abertamente o  chamado "pacote de segurança", que levou milhares de ciganos a serem expulsos da Itália. Os ciganos são a maior minoria étnica da Europa, com uma população entre 10 e 16 milhões de pessoas.
A 27 de Janeiro 2011, Zoni Weisz, um sobrevivente do holocausto discursando perante o Parlamento alemão na celebração do dia internacional em memoria das vitimas do holocausto, recordou como a Vice-Presidente da Comissão Europeia Viviane Reding tinha denunciado “com palavras claras” as expulsões de cidadãos de etnia cigana pelo governo francês no verão de 2010.